# Agrochola miastigma
Agrochola miastigma là một loài bướm đêm trong họ Noctuidae.